# Даус (Ајова)
Даус (енгл. Dows) град је у америчкој савезној држави Ајова. По попису становништва из 2010. у њему је живело 538 становника.

## Демографија
Према попису становништва из 2010. у граду је живело 538 становника, што је -137 (-20.3%) становника више него 2000. године.
| Група             | 2000.       | 2010.       |
| Белци             | 606 (89,8%) | 432 (80,3%) |
| Афроамериканци    | 0 (0,0%)    | 7 (1,3%)    |
| Азијати           | 6 (0,9%)    | 1 (0,2%)    |
| Хиспаноамериканци | 62 (9,2%)   | 99 (18,4%)  |
| Укупно            | 675         | 538         |